# 크리스 여

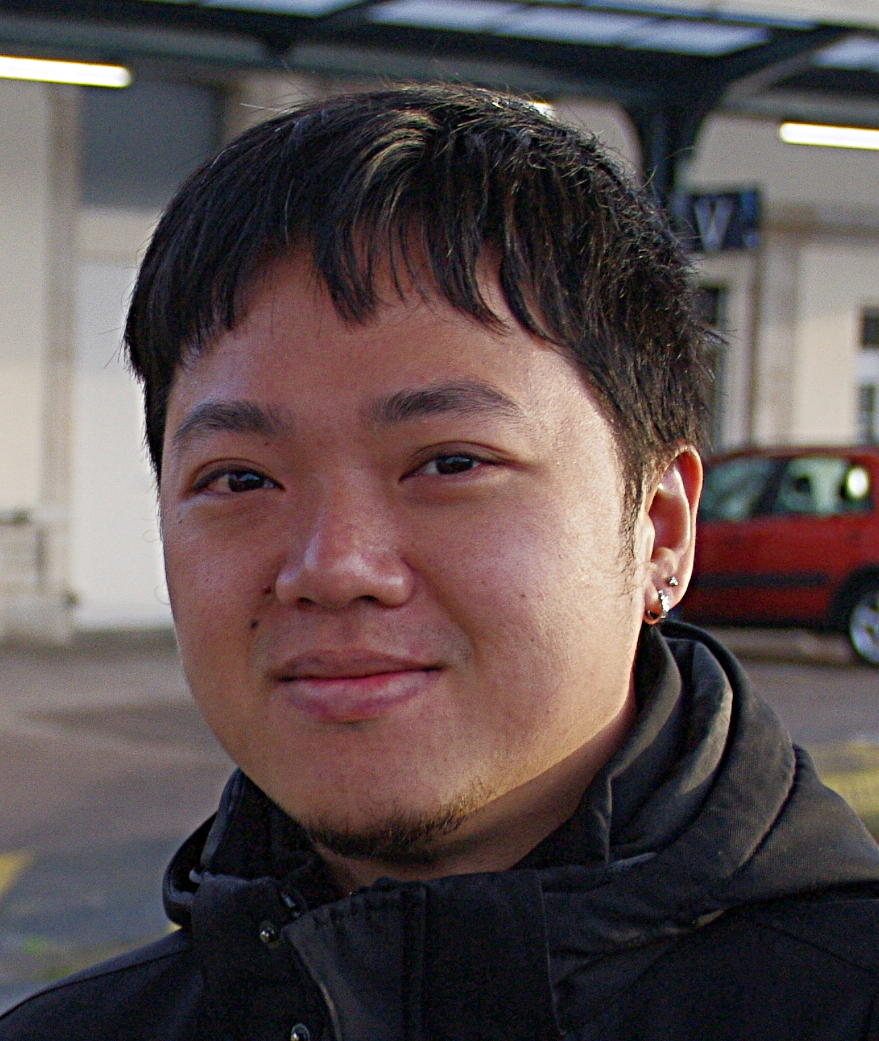

크리스 여(Chris Yeo, 1985년 4월 1일 ~ )는 싱가포르의 영화 감독이다. 중국어 이름은 양시우화(중국어: 楊修華, 한자음: 양수화, Yeo Siew Hua)이다.

## 영화
- 환토 (2018년)
- 묵시록 (2024년)